# Cabazitaxel
Cabazitaxelul este un agent chimioterapic derivat de taxan și este utilizat în tratamentul cancerului de prostată. Calea de administrare disponibilă este cea intravenoasă.

## Utilizări medicale
Cabazitaxelul este utilizat, în asociere cu prednisona sau prednisolona, în tratamentul cancerului de prostată metastatic sau rezistent la castrare, ulterior tratamentului cu docetaxel.

## Mecanism de acțiune
Molecula de cabazitazel se leagă în mod reversibil de microtubulii fusului de diviziune, stabilizându-i și prevenind depolimerizarea sau dezasamblarea lor. Are loc astfel blocarea diviziunii celulare în metafază.